# Amministrazione diretta
Per amministrazione diretta si intende l'ipotesi in cui la Pubblica Amministrazione, o un altro soggetto di diritto pubblico, realizza un'opera (o un servizio) con proprio personale subordinato, ma utilizzando mezzi o materiali appositamente acquistati all'esterno. Un caso diverso si verifica quando appalta a società da essa partecipata (in house providing).
Se la procedura avviene mediante amministrazione diretta, le acquisizioni sono effettuate con materiali e mezzi propri o appositamente acquistati o noleggiati e con personale proprio delle stazioni appaltanti, o eventualmente assunto per l'occasione, sotto la direzione del responsabile del procedimento.
Le categorie generali tra le quali le stazioni appaltanti possono individuare i lavori eseguibili in economia (con procedura di cottimo fiduciario o in amministrazione diretta), sono le seguenti:
- a) manutenzione o riparazione di opere od impianti quando l'esigenza è rapportata ad eventi imprevedibili;
- b) manutenzione di opere o di impianti;
- c) interventi non programmabili in materia di sicurezza;
- d) lavori che non possono essere differiti, dopo l'infruttuoso esperimento delle procedure di gara;
- e) lavori necessari per la compilazione di progetti;
- f) completamento di opere o impianti a seguito della risoluzione del contratto o in danno dell'appaltatore inadempiente, quando vi è necessità e urgenza di completare i lavori.

## Motivazione
Se da un lato l'applicazione dell'istituto assicura procedure più snelle e semplificate e riduce il dispendio di risorse in caso di affidamenti di importo non elevato, l'ANAC ritiene che il ricorso alle procedure di affidamento in economia vada opportunamente motivato, in quanto la mancata motivazione potrebbe configurarsi come elusione dei principi che regolano le ordinarie procedure ad evidenza pubblica.

## Rendicontazione
Le procedure di rendiconto dei lavori in economia eseguiti in amministrazione diretta avvengono previa annotazione del direttore dei lavori, o del soggetto dallo stesso incaricato, il quale provvede all'annotazione man mano che si procede ad accertare le somministrazioni, le riscossioni ed i pagamenti a qualunque titolo, nell'ordine in cui vengono fatti e con l'indicazione numerata delle liste e fatture debitamente quietanzate, per assicurare che in ogni momento si possa riconoscere lo stato della gestione del fondo assegnato per i lavori.
Sulla base delle risultanze dei certificati delle liste delle somministrazioni, il responsabile del procedimento dispone il pagamento di rate di acconto o di saldo dei lavori ai rispettivi creditori.
Il rendiconto finale, formulato come i mensili, riepiloga le anticipazioni avute e l'importo di tutti i rendiconti mensili.
A questo rendiconto è unita una relazione e la liquidazione finale del direttore dei lavori, che determina i lavori eseguiti in amministrazione diretta per qualità e quantità, i materiali acquistati, il loro stato ed in complesso il risultato ottenuto.
Il responsabile del procedimento deve espressamente confermare o rettificare i fatti ed i conti esposti nella relazione.
Se un lavoro eseguito in economia è stato diviso in più sezioni, il responsabile del procedimento compila un conto generale riassuntivo dei rendiconti finali delle varie sezioni.